# キタノアカヒレタビラ
キタノアカヒレタビラ (学名:Acheilognathus tabira tohokuensis) は、コイ目コイ科タナゴ亜科タナゴ属に属する淡水魚である。亜種名は東北を意味する。

## 形態
- 全長は約10cm[2]。
- 肩部には明瞭な暗色班がある。
- 背鰭の不分岐軟条は3本、分岐軟条は8-9分岐[2]。臀鰭の不分岐軟条は3本、分岐軟条は8-10本。
- 側線は完全。側線鱗数は33〜39枚である。
- 日本産のタナゴ類の中でも体高は低い方である。[3][1]
- 他のタビラと違い、体側縦線は背鰭起点付近まで伸びる[2]。

繁殖期のオスは、体側は鮮烈な青色になり、背鰭、臀鰭は深い赤色に染まり、尾鰭にも赤色が乗る。眼の虹彩も赤くなる。婚姻色最盛期には臀鰭の白味が強くなる場合がある。

### よく似た亜種
よく似た亜種として、「アカヒレタビラ」、「ミナミアカヒレタビラ」がいる。

## 生態
流れの穏やかな河川、ため池、泥底の水路に生息する。ミナミアカヒレタビラ同様にため池のような閉鎖的な止水域でも再生産が可能である。
繁殖期は4-6月で、最盛期は5月であるが、他のタビラ5亜種よりも婚姻色が長い期間残るものとされる。タビラ5亜種の中では産卵管は特に長く、雌はカラスガイ族貝類など流水性や止水性の淡水二枚貝に38mmほど産卵管を伸ばして長楕円形の卵を産卵する。寿命は3年ほどである。
ヤリタナゴとは同じ春産卵型だが、ヨコハマシジラガイやマツカサガイなど、本亜種と選択する二枚貝の種類が異なっており同所的に生存が可能とされる。

## 分布
秋田県、山形県、新潟県、福島県、長野県。
本来の分布域ではない埼玉県や三重県では人為的に放流されたものと思われる個体が発見されている。